# خراسان الجنوبية (محافظة)

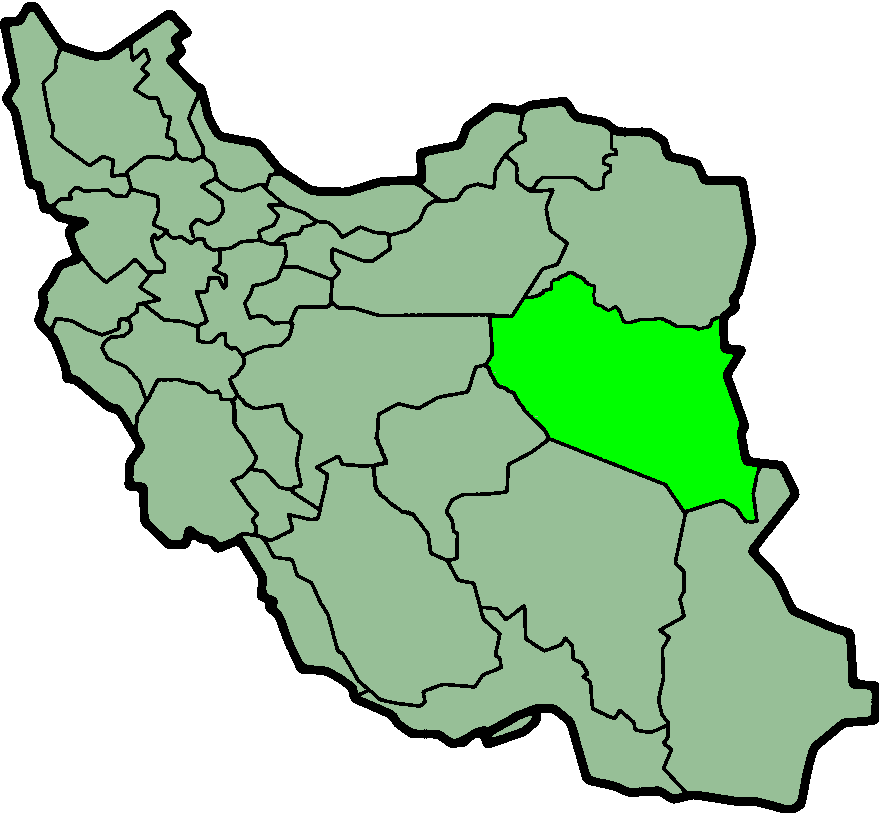

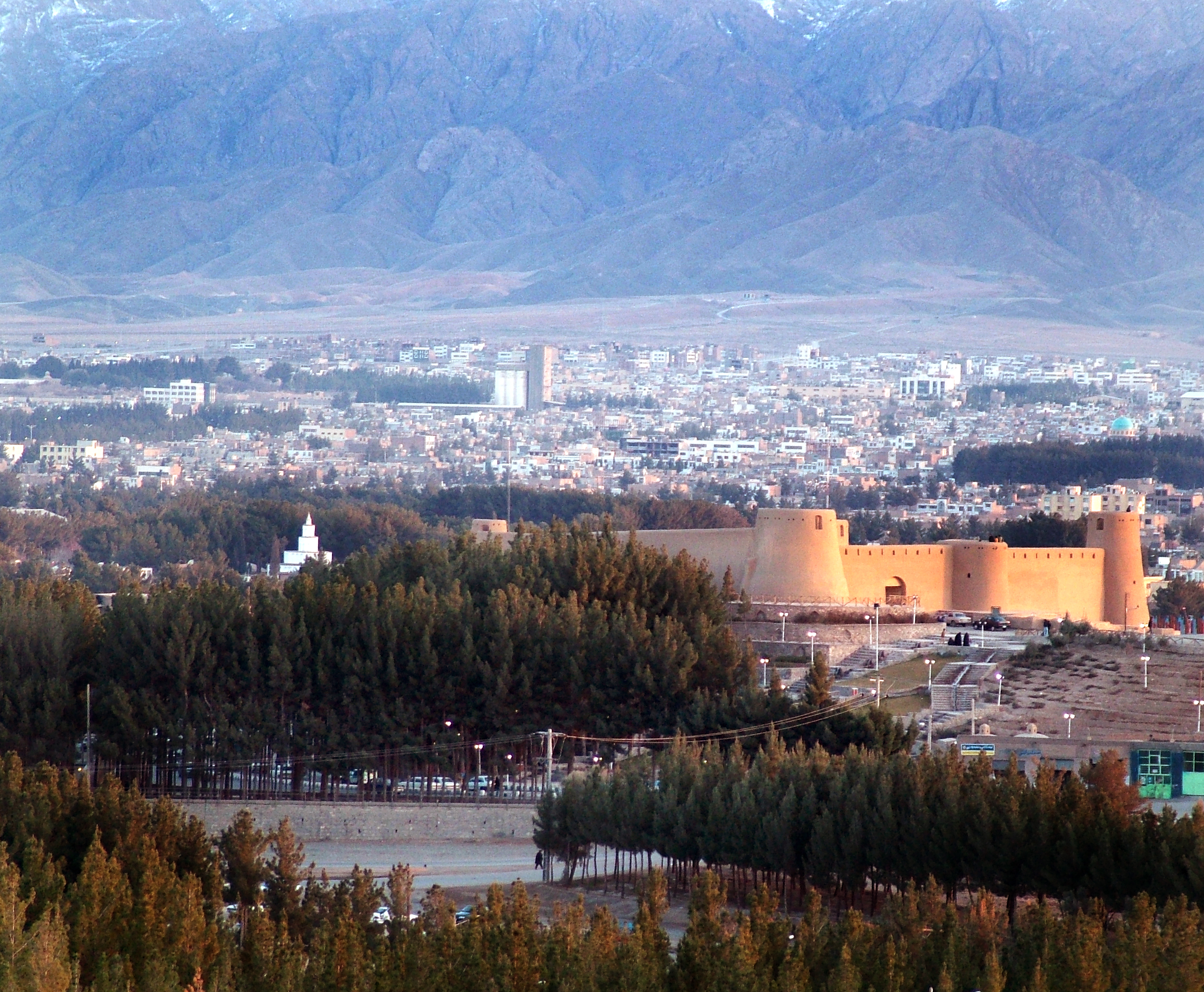
قلعة بيرجند المتبقية من العهد الصفوي.

محافظة خراسان الجنوبية
(بالفارسية: استان خراسان جنوبی) إحدى محافظات إيران الإحدی والثلاثين وعاصمتها مدینة بیرجند.

## أعلام
- أبو جعفر الخازن